# Oeglitsj

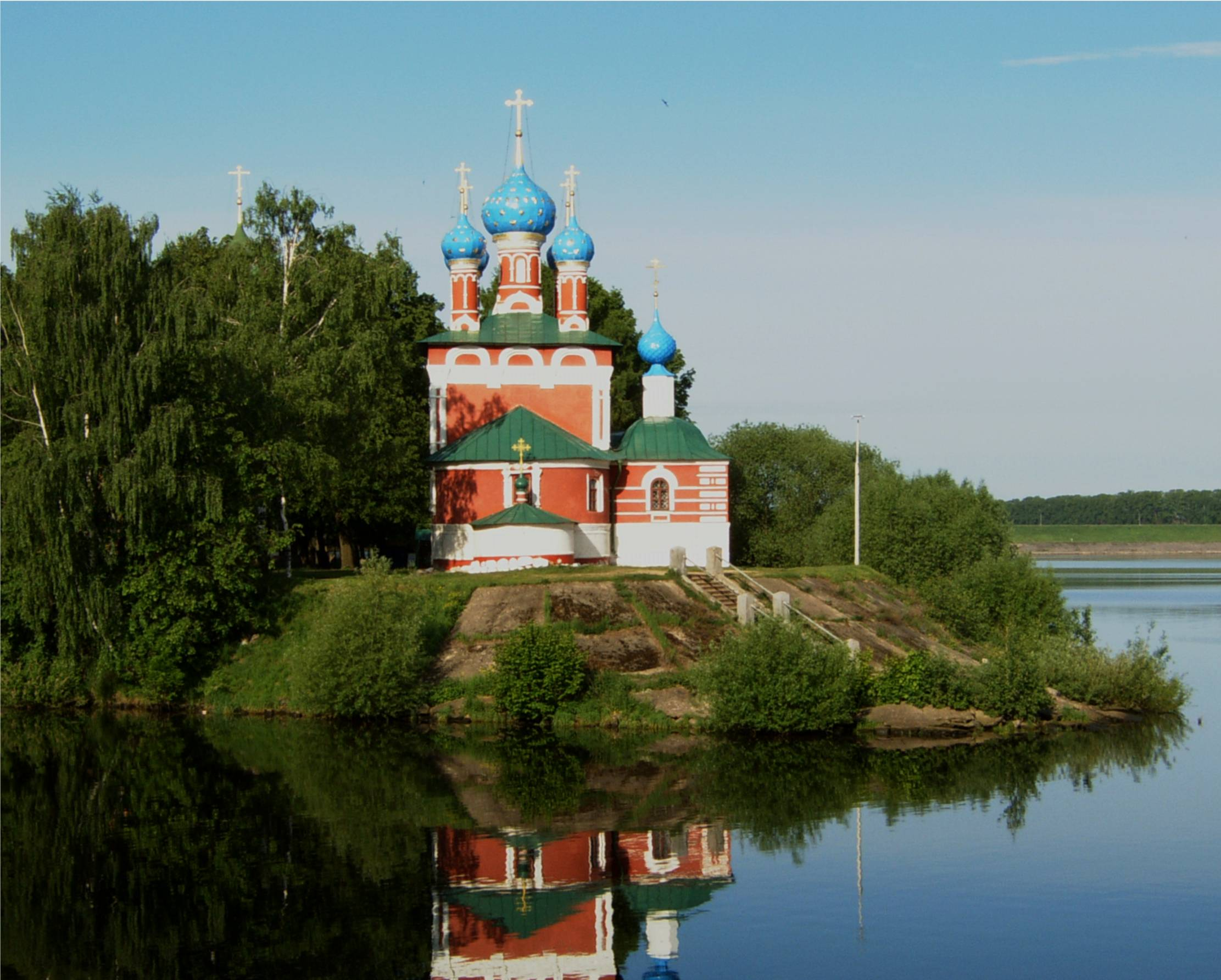
De Demitrius-Bloedkerk in Oeglitsj.

Oeglitsj (Russisch: Углич) is een aan de Wolga gelegen industriestadje in oblast Jaroslavl. De stad staat onder jurisdictie van de oblast.

## Geschiedenis
De plaats werd voor het eerst genoemd in kronieken van 1148. In deze stad bevond zich de lievelingsverblijfplaats van Ivan de Verschrikkelijke. Aan het einde van de 16e eeuw begon Ivan na de dood van zijn geliefde vrouw Anastasia te lijden aan hevige paranoia. Ivans laatste vrouw Maria Nagaja en zijn jongste zoon Dimitri werden na zijn dood in 1584 verbannen naar het Kremlin van Oeglitsj.
Het was daar in de tuin dat tsarevitsj Dimitri Ivanovitsj de dood vond, waarschijnlijk in opdracht van Boris Godoenov. Dit werd gevolgd door de Tijd der Troebelen, waarbij het land werd geregeerd door Ivans geestelijk gehandicapte zoon Fjodor en regent Boris Godoenov. Daarna kwam een einde aan het geslacht van de afstammelingen van Roerik. Op deze plek werd in 1692 ter nagedachtenis de heilige Demitrius-Bloedkerk (Dmitri-na-Krovi Kerk) gebouwd. De naam van de kerk refereert aan het enorme bloedbad dat hier plaatsvond toen de stad na de moord in opstand kwam.

## Bezienswaardigheden
De kerk vormt tegenwoordig samen met het Kremlin van Oeglitsj een van de bezienswaardigheden van de stad. Een andere bezienswaardigheid is de Transfiguratiekathedraal, net als de Demetriuskerk idyllisch gelegen aan de oevers van de Wolga.
Bestuurlijk centrum: Jaroslavl

Danilov · Gavrilov-Jam · Ljoebim · Mysjkin · Oeglitsj · Pereslavl-Zalesski · Posjechonje · Rostov · Rybinsk · Toetajev
Aleksandrov · Bogoljoebovo · Gorochovets · Goes-Chroestalny · Ivanovo · Jaroslavl · Joerjev-Polski · Kaljazin · Kideksja · Kostroma · Moerom · Moskou · Oeglitsj · Palech · Pereslavl-Zalesski · Pljos · Rostov · Rybinsk · Sergiev Posad · Soezdal · Toetajev · Vladimir